# Wilkeson
Wilkeson és una població dels Estats Units a l'estat de Washington. Segons el cens del 2000 tenia 395 habitants.

## Demografia
Segons el cens del 2000, Wilkeson tenia 395 habitants, 140 habitatges, i 100 famílies. La densitat de població era de 311,2 habitants per km².
Dels 140 habitatges en un 38,6% hi vivien nens de menys de 18 anys, en un 58,6% hi vivien parelles casades, en un 10,7% dones solteres, i en un 27,9% no eren unitats familiars. En el 20,7% dels habitatges hi vivien persones soles el 9,3% de les quals corresponia a persones de 65 anys o més que vivien soles. El nombre mitjà de persones vivint en cada habitatge era de 2,82 i el nombre mitjà de persones que vivien en cada família era de 3,37.
Per edats la població es repartia de la següent manera: un 30,4% tenia menys de 18 anys, un 10,4% entre 18 i 24, un 28,1% entre 25 i 44, un 21,8% de 45 a 60 i un 9,4% 65 anys o més.
L'edat mediana era de 35 anys. Per cada 100 dones de 18 o més anys hi havia 97,8 homes.
La renda mediana per habitatge era de 44.375 $ i la renda mediana per família de 46.875 $. Els homes tenien una renda mediana de 38.250 $ mentre que les dones 31.458 $. La renda per capita de la població era de 17.481 $. Aproximadament el 2% de les famílies i el 4% de la població estaven per davall del llindar de pobresa.

## Poblacions més properes
El següent diagrama mostra les poblacions més properes.